# Бурхойла
Бурхойла (устар. Бур-Хойла) — река в Шурышкарском районе Ямало-Ненецкого АО. Левая составляющая, с рекой Хойла (в 100 км от устья) реки Танью. Длина реки 40 км, примерно в 100 м впадает Правая Пайера, в 3 км — Левая Пайера, обе по правому берегу.

## Данные водного реестра
По данным государственного водного реестра России относится к Нижнеобскому бассейновому округу, водохозяйственный участок реки — Обь от впадения реки Северная Сосьва до города Салехард, речной подбассейн реки — бассейны притоков Оби ниже впадения Северной Сосьвы. Речной бассейн реки — (Нижняя) Обь от впадения Иртыша.